# خورخه اوبالدو تراسو
خورخه اوبالدو تراسو (انگلیسی: Jorge Ubaldo Traverso؛ زادهٔ ۱۸ اکتبر ۱۹۴۷) بازیکن فوتبال اهل آرژانتین است.
از باشگاه‌هایی که در آن بازی کرده‌است می‌توان به باشگاه فوتبال نیولز اولد بویز، باشگاه فوتبال راسینگ کلوب آویاندا، و باشگاه فوتبال لانوس اشاره کرد.